# Farao
En farao var en gudekonge i det gamle Egypten, man mente at faraoen var søn af Ra.
| ra | wsr | mAat | ra · stp · n |

| ra | wsr | mAat | ra · stp · n |

| ra | wsr | mAat | ra · stp · n |

| ra | wsr | mAat | ra · stp · n |

| ra | wsr | mAat | ra · stp · n |

| ra | wsr | mAat | ra · stp · n |

| ra | wsr | mAat | ra · stp · n |

| ra | wsr | mAat | ra · stp · n |

| i | mn · n · N36 | ra · Z1 | ms | s | sw |

| i | mn · n · N36 | ra · Z1 | ms | s | sw |

| i | mn · n · N36 | ra · Z1 | ms | s | sw |

| i | mn · n · N36 | ra · Z1 | ms | s | sw |

| i | mn · n · N36 | ra · Z1 | ms | s | sw |

| i | mn · n · N36 | ra · Z1 | ms | s | sw |

| i | mn · n · N36 | ra · Z1 | ms | s | sw |

| i | mn · n · N36 | ra · Z1 | ms | s | sw |

Direkte oversat betyder ordet Det store hus. Grunden til at farao ikke betyder konge eller gud er, at man dengang ikke måtte tiltale kongen direkte.